# Ajkaceratops
Ajkaceratops kozmai
Genre
Espèce
Ajkaceratops (« visage cornu d'Ajka ») est un genre de dinosaures cératopsiens décrit en 2010. Il vivait à la fin du Crétacé en Europe, dans ce qui était alors l'archipel téthysien occidental.
L'espèce type, Ajkaceratops kozmai, est étroitement apparentée à des espèces d'Asie orientale, d'où ses ancêtres peuvent avoir migré en passant d'île en île. Le nom générique, Ajkaceratops, fait référence à Ajka, une ville de Hongrie proche d'Iharkút, où les fossiles ont été découverts, combinés avec le nom grec ceratops qui signifie « face à cornes ». L'épithète spécifique, kozmai, lui a été donné en l'honneur de Károly Kozma, géologue hongrois.

## Description
L'holotype, catalogué comme MTM V2009.192.1, ne se compose que d'un petit nombre de fragments de crâne, dont les os du rostre, de prémaxillaires fusionnés et de fragments de maxillaires (le bec et des fragments de mâchoire). Ces fossiles sont conservés au Musée d'Histoire Naturelle hongrois, à Budapest. Bien que les fossiles soient fragmentaires, le document décrivant Ajkaceratops estime la longueur de son corps aux alentours de 1 m. D'autres matériels comprenant quatre os prédentaires, catalogués comme MTM V2009.193.1, V2009.194.1, V2009.195.1 et v2009. 196,1 sont également soupçonnés d'avoir appartenu à Ajkaceratops, même s'ils sont proportionnellement plus petits et provenaient probablement d'autres individus du même genre.

## Classification
Les fossiles les plus proches de lui sont les bagaceratopidés asiatiques Bagaceratops et Magnirostris. Ces similitudes montrent qu’Ajkaceratops était un cératopsien lié aux bagaceratopidés, mais plus primitif que Zuniceratops et les Ceratopsidae.

## Paléobiologie
Les fossiles d’Ajkaceratops ont été découverts dans la formation de Csehbánya, qui est considérée comme « une plaine inondable et un canal formés d'argile bigarrée, de limon et mélangé à du sable gris et brun, et des lits de grès ». Ces strates datent du Santonien, il y a autour de 86 à 84 millions d'années. Ajkaceratops partageait son environnement avec d'autres dinosaures tels que Rhabdodon, des ankylosaures nodosauridés et des théropodes ainsi que des crocodiles eusuchiens, des ptérosaures azhdarchidés, des tortues bothremydidées, des lézards téiidés et des oiseaux enantiornithes.

## Publication originale
- (en) Attila Ősi, Richard J. Butler et David B. Weishampel, « A Late Cretaceous ceratopsian dinosaur from Europe with Asian affinities », Nature, NPG et Springer Science+Business Media, vol. 465, no 7297,‎ 1er mai 2010, p. 466-468 (ISSN 1476-4687 et 0028-0836, OCLC 01586310, PMID 20505726, DOI 10.1038/NATURE09019).